# Pont del Torrent de l'Illa
El Pont del Torrent de l'Illa o Pont de la Parròquia és una obra del Bruc (Anoia) protegida com a bé cultural d'interès local. Pont de tres arcs, el central, amb 20 metres, força ample, recolza damunt dues pilastres. Els laterals tenen 6 metres de llum. Tota l'obra de fàbrica és una combinació de maó vist i pedra carrejada. Les baranes, col·locades anys després de la inauguració, són de ferro colat. Travessa la vall del Torrent de l'Illa i enllaça els nuclis del Bruc de Baix i el de la Parròquia. L'obra fou impulsada per J. Casas i Chocomeli, que era batlle del Bruc. El projecte fou redactat el 1916 a partir d'un acord del Consell Permanent de la Mancomunitat de Catalunya del 1915. Les obres començaren el 1917, foren represes el 1921 i finalitzades el 1922. És propietat de la Diputació de Barcelona i travessa la Riera de Can Dalmases, servint de nexe d'unió. En el moment de la construcció era l'obra de fàbrica amb una llum més ample del que mai s'havia fet a Catalunya.
Es va reformar el 2008, es va eixamplar la caixa i s'hi va afegir una passarel·la de fusta per a vianants.